# زبان شمال غربی فارس
زبان شمال غربی فارس یکی از زبان‌های ایرانی جنوب غربی است که در ایران گفتگو می‌شود. نام آن جغرافیایی است و به فارسی ارتباطی ندارد اما به سیوندی نزدیک است.